# Jan Dvořák (poslanec Říšského sněmu)
Jan Dvořák (2. srpna 1795 Dlouhomilov – 4. dubna 1868 tamtéž) byl rakouský politik české národnosti z Moravy, během revolučního roku 1848 poslanec Říšského sněmu.

## Biografie
Roku 1849 se uvádí jako Johann Dwořak, dědičný rychtář a majitel hospodářství v obci Dobrawitz. Podle jiného zdroje pocházel z obce Dlouhomilov. Uvádí se jako Slovan. Na zemském sněmu měl přezdívku brněnský O'Connell (podle předáka irského národního hnutí).
Během revolučního roku 1848 se zapojil do veřejného dění. Ve volbách roku 1848 byl zvolen i na ústavodárný Říšský sněm. Zastupoval volební obvod Kunštát. Tehdy se uváděl coby dědičný rychtář a majitel hospodářství. Řadil se k sněmovní levici.
Od roku 1848 do roku 1849 zasedal také jako poslanec Moravského zemského sněmu. Nastoupil sem po zemských volbách roku 1848 za kurii venkovských obcí, obvod Doubravice.